# Quillard
Pour les articles homonymes, voir Quillard (homonymie).
 (juillet 2014).
Si vous disposez d'ouvrages ou d'articles de référence ou si vous connaissez des sites web de qualité traitant du thème abordé ici, merci de compléter l'article en donnant les références utiles à sa vérifiabilité et en les liant à la section « Notes et références ».

Le Swallow est une ancienne série olympique : quillard 2 équipiers

Un quillard est un voilier possédant un lest, placé très bas, généralement au bout d'un plan de dérive (que l'on appelle alors quille) et lui permettant d'avoir un couple de redressement important sans surcharger outre mesure son déplacement. Le terme « quillard » est généralement utilisé en voile sportive, les voiliers de travail ou de transport ayant une stabilité de formes, non dépendante d'un lest. La quille peut être unique et centrée ou quelquefois en deux ailerons parallèles (bi-quille) ou deux ailerons en tandem (rare).
Dans les voiliers de compétition actuels, notamment les voiliers de 60 pieds participant par exemple à la course du Vendée Globe, la quille est orientable dans le sens latéral pour augmenter encore le couple de rappel et permettre le redressement éventuel en cas de chavirage complet. Ces voiliers augmentent aussi, pour certaines allures de près, la surface anti-dérive par des appendices supplémentaires latéraux, des dérives rétractables.
L'opposé du quillard est le dériveur qui utilise ses formes et un lest mobile pour sa stabilité. Certains voiliers sont au milieu de ce concept, ce sont les dériveurs lestés.

## Exemples
- Le Swallow, 1946.
- Le Vent d'Ouest, 1972.